# Ang Tong Reachea
Ang Tong Reachea (1602-1640) là vua Chân Lạp giai đoạn 1632-1640. Tên húy là Ponhea Nou.

## Tiểu sử
Ponhea Nou là người con trai thứ hai của vua Chey Chettha II. Lên ngôi sau khi vua anh Thommo Reachea II bị giết bởi người chú là nhiếp chính vương Prea Outey.
Trong thời gian trị vì, vua Ang Tong Reachea tiếp tục quan hệ bình thường với người Hà Lan.
Ông chết một cách bất ngờ một cách bí ấn vào tháng 6 năm 1640.
Sau cái chết của vua Ang Tong Reachea, người chú Prea Outey đã đưa con trai Ang Non của mình lên ngôi vua, hiệu là Padumaraja I.